# Soneto 12
| «» Soneto 12 |
| --- |
| When I do count the clock that tells the time, And see the brave day sunk in hideous night; When I behold the violet past prime, And sable curls all silver'd o'er with white; When lofty trees I see barren of leaves Which erst from heat did canopy the herd, And summer's green all girded up in sheaves Borne on the bier with white and bristly beard, Then of thy beauty do I question make, That thou among the wastes of time must go, Since sweets and beauties do themselves forsake And die as fast as they see others grow; And nothing 'gainst Time's scythe can make defence Save breed, to brave him when he takes thee hence. |
| –William Shakespeare |

Soneto 12 é um dos 154 sonetos de William Shakespeare. O poeta menciona uma série de imagens de mortalidade, como um relógio, uma flor murcha, uma árvore seca e de outono, etc. Então, na "virada" no começo do terceiro quarteto, o poeta admite que o jovem a quem o poema é dirigido deve ir entre as "perdas de tempo", assim como todas as outras imagens referidas. A única maneira por meio da qual ele pode lutar contra o tempo, Shakespeare propõe, é a procriação, ou seja, fazer uma cópia de si mesmo.

## Traduções
Na tradução de Thereza Christina Roque da Motta,
Quando conto as horas que passam no relógio,
E a noite medonha vem naufragar o dia;
Quando vejo a violeta esmaecida,
E minguar seu viço pelo tempo embranquecida;
Quando vejo a alta copa de folhagens despida,
Que protegiam o rebanho do calor com sua sombra,
E a relva do verão atada em feixes
Ser carregada em fardos em viagem;
Então, questiono tua beleza,
Que deve fenecer com o vagar dos anos,
Como a doçura e a beleza se abandonam,
E morrem tão rápido enquanto outras crescem;
Nada detém a foice do Tempo,
A não ser os filhos, para perpetuá-lo após tua partida.
Outra tradução disponível é a de Ivo Barroso ,
Quando a hora dobra em triste e tardo toque
E em noite horrenda vejo escoar-se o dia,
Quando vejo esvair-se a violeta, ou que
A prata a preta têmpora assedia;

Quando vejo sem folha o tronco antigo
Que ao rebanho estendia a sombra franca
E em feixe atado agora o verde trigo
Seguir no carro, a barba hirsuta e branca;

Sobre tua beleza então questiono
Que há de sofrer do Tempo a dura prova,
Pois as graças do mundo em abandono
Morrem ao ver nascendo a graça nova.

Contra a foice do Tempo é vão combate,
Salvo a prole, que o enfrenta se te abate.